# Антау
Антау (нем. Antau) — коммуна (нем. Gemeinde) в Австрии, в федеральной земле Бургенланд.
Входит в состав округа Маттерсбург. Население составляет около 800 человек. Занимает площадь 8,74 км². Официальный код — 10616.

## Политическая ситуация
Бургомистр коммуны — Альберт Эндль (АНП) по результатам выборов 2007 года.
Совет представителей коммуны (нем. Gemeinderat) состоит из 13 мест.
- АНП занимает 8 мест.
- СДПА занимает 4 места.
- АПС занимает 1 мест.

## Известные уроженцы
- Гомбас, Пал (1909—1971)  — венгерский физик-теоретик, педагог, профессор, член Венгерской академии наук. Дважды лауреат государственной премии Кошута (1948, 1950).